# Conus plinthis
Conus plinthis é uma espécie de gastrópode do gênero Conus, pertencente à família Conidae.